# Luis Doreste

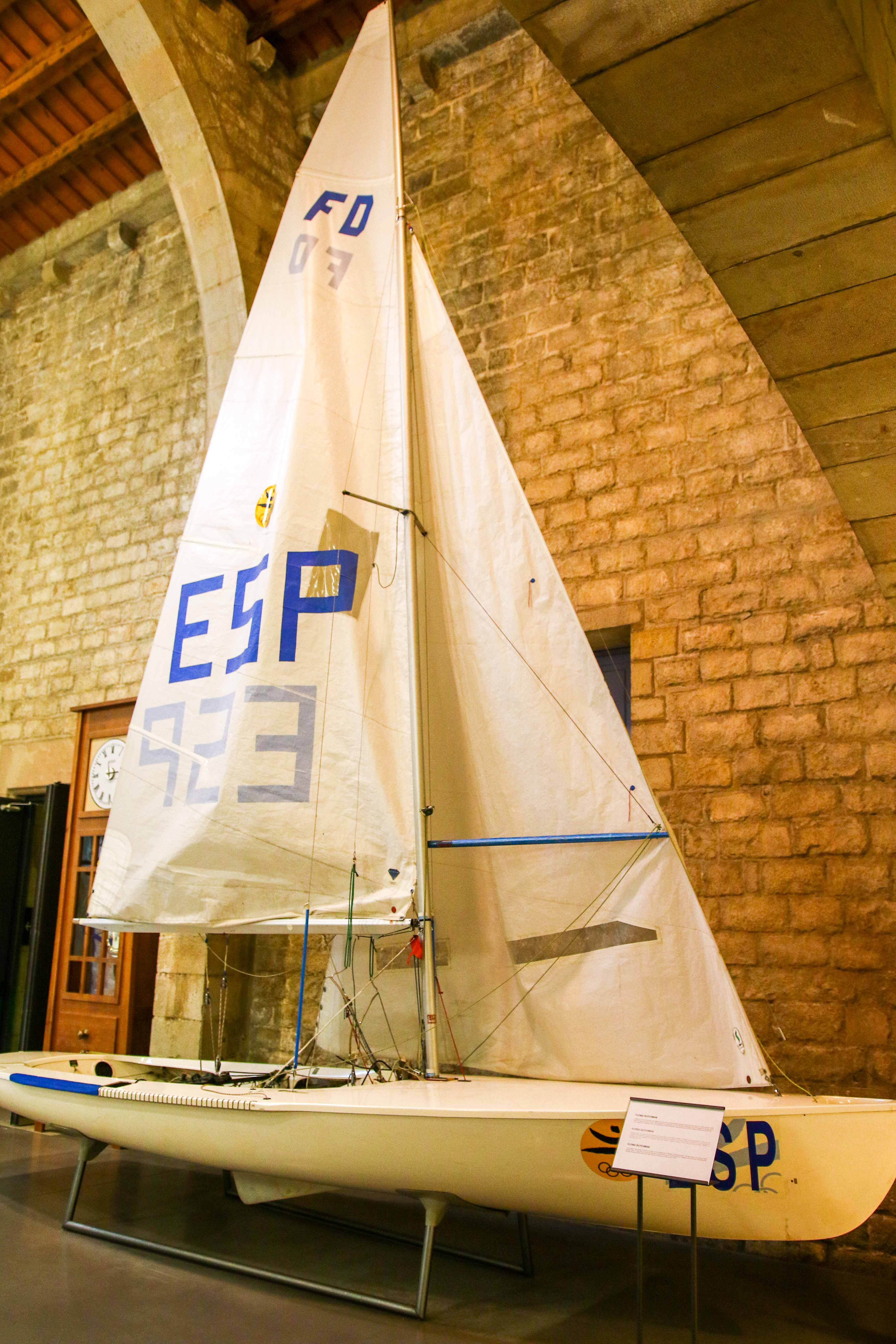
Flying Dutchman, mit dem Luis Doreste und Domingo Manrique 1992 den olympischen Titel der Olympischen Spiele in Barcelona gewonnen haben (Maritime Museum von Barcelona)

Luis Doreste Blanco (* 17. März 1961 in Las Palmas de Gran Canaria) ist ein spanischer Segler. Er ist Doppelolympiasieger in dieser Sportart.

## Erfolge
Luis Doreste Blanco gewann bei den Olympischen Sommerspielen 1984 in Los Angeles in der 470er-Klasse die Goldmedaille. Einen weiteren Olympiasieg errang er 1992 in Barcelona mit dem Flying Dutchman. Bekannt wurde er einer breiteren Öffentlichkeit, als er bei den Olympischen Sommerspielen 1992 den olympischen Eid sprach.
Dorestes Familie ist eng mit dem Segelsport verbunden. Seine Brüder Gustavo, José Luis und Manuel Doreste hatten ebenso olympische Regatten bestritten.